# Ossido di lutezio
L'ossido di lutezio, formula chimica Lu2O3, è un solido bianco. È un ossido di lantanide, noto anche come terra rara.

## Storia
Nel 1879, Jean Charles Galissard de Marignac (1817-1894), un chimico svizzero, dichiarò di aver scoperto l'itterbio, ma in realtà aveva trovato una miscela di elementi. Nel 1907, il chimico francese Georges Urbain (1872-1938) riferì che l'itterbio era una miscela di due nuovi elementi e non un singolo elemento. Nello stesso periodo, anche altri due chimici, Carl Auer von Welsbach (1858-1929) e Charles James (1880-1928), estrassero l'ossido di lutezio dall'ossido di itterbio. Si ottennero così gli ossidi di due elementi che alla fine furono chiamati itterbio e lutezio. Nessuno di questi chimici fu però in grado di isolare il lutezio puro.

## Usi
Il prodotto di Lu2O3 e PdO (formato ad alta pressione e temperatura in presenza di clorato di potassio) ha un'applicazione potenziale nei materiali superconduttori.
L'ossido di lutezio è utilizzato nel campo di laser, ceramiche e vetri. È inoltre utilizzato come catalizzatore in reazioni di cracking, alchilazione, idrogenazione e polimerizzazione. Il gap di banda dell'ossido di lutezio è di 5,5 eV.